# Neuessling
Neuessling (bis 1999 mit ß) ist ein Wiener Zählgebiet im Bezirksteil Essling des 22. Wiener Gemeindebezirk Donaustadt, in welchem es nördlich gelegen ist.

## Geschichte
Die früheste derzeit vorliegende Information zu Ansiedlungen im Bereich Neuessling stammen aus dem Jahre 1934. Östlich des Breitenleer Ortszentrums entstanden die Gebäudeansammlungen Neuessling und Invalidensiedlung, wobei letztere durch die Ansiedlung von Kriegsversehrten (auch Invaliden genannt) aufgrund von guten Konditionen zum Grundstückserlangen entstand. Drei Jahre nach der Gründung der Siedlergemeinschaft Wien-Neu Eßling wurde das Gebiet des heutigen Zählbezirks nach Groß-Wien in den 22. Bezirk Groß-Enzersdorf, heute eigenständige Gemeinde, eingemeindet. Seit der Neuordnung der Verwaltung Wiens im Jahre 1954 wird Neuessling zum heutigen 22. Gemeindebezirk hinzugerechnet.

## Neuessling und seine Teile
Das landschaftlich geprägte Zählgebiet wird folgendermaßen abgegrenzt:
- im Norden: Wiener Grenze zu Niederösterreich
- im Osten (von Nord nach Süd): Wiener Grenze zu Niederösterreich bis Kreuzung Breitenleer Straße/Schafflerhofstraße – Schafflerhofstraße
- im Süden: Marchegger Ostbahn
- im Westen (von Nord nach Süd): Grenze des Bezirksteils Essling zu Breitenlee: unbenannter Feldweg (östlich der Windräder) – unbenannter Feldweg (westlich der ehemaligen Eisenbahnbrücke) – Stadlbreiten (Feldweg) – Cassinonestraße (Feldweg)

Die Siedlungsräume in Neuessling sind sichtbar durch  landwirtschaftlich genutzte Flächen voneinander abgegrenzt.
Die oben beschriebenen Siedlungsräume in alphabetischer Reihenfolge:

### Invalidensiedlung

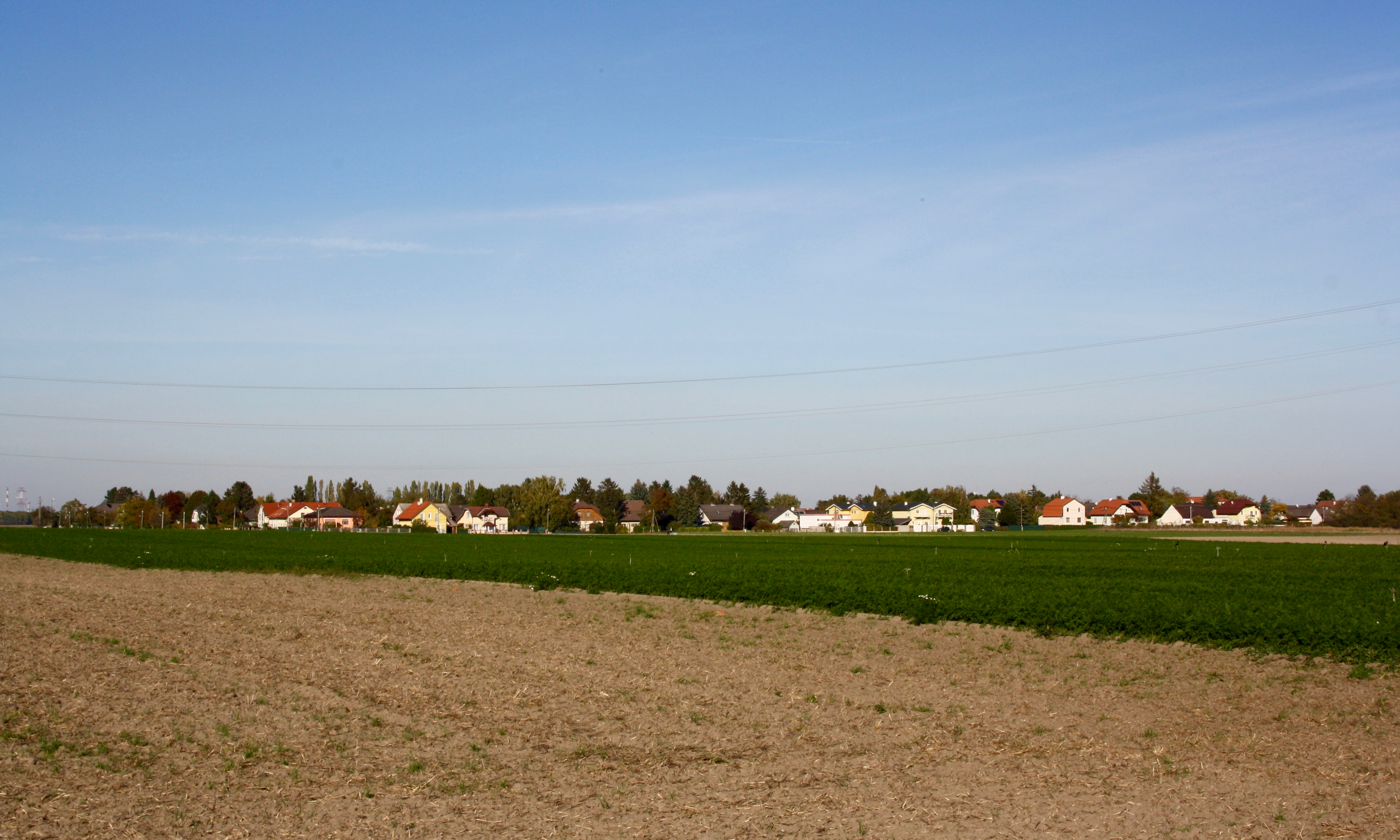
Invalidensiedlung, Anblick vom Südwesten

Die Invalidensiedlung ist die nördlichste Siedlung Neuesslings, grenzt somit im Norden an Niederösterreich und ist durch niedrigrangige Gemeindestraßen erreichbar. Ebenso hält die Buslinie 89A die Haltestellen Invalidensiedlung und Speierlinggasse ein, wobei erstere die nördliche Endstelle des von Aspern Nord kommenden Busses bildet. Im Zuge der Umstrukturierung des Busnetzes in der Donaustadt aufgrund der U2-Verlängerung in die Seestadt Aspern im Jahre 2013 wurde die Buslinie 24A gekürzt und fährt somit nicht mehr die Invalidensiedlung an, was zu einer bisher erfolglosen Bürgerinitiative führte.

### Kienastsiedlung
Die Kienastsiedlung liegt westlich der Siedlung Neuessling und umfasst die Häuser am Adonisweg, bis hin zum Telefonweg. Die Linie 89A bindet die Kienastsiedlung mit der Haltestelle Thujagasse direkt an.

### Neuessling

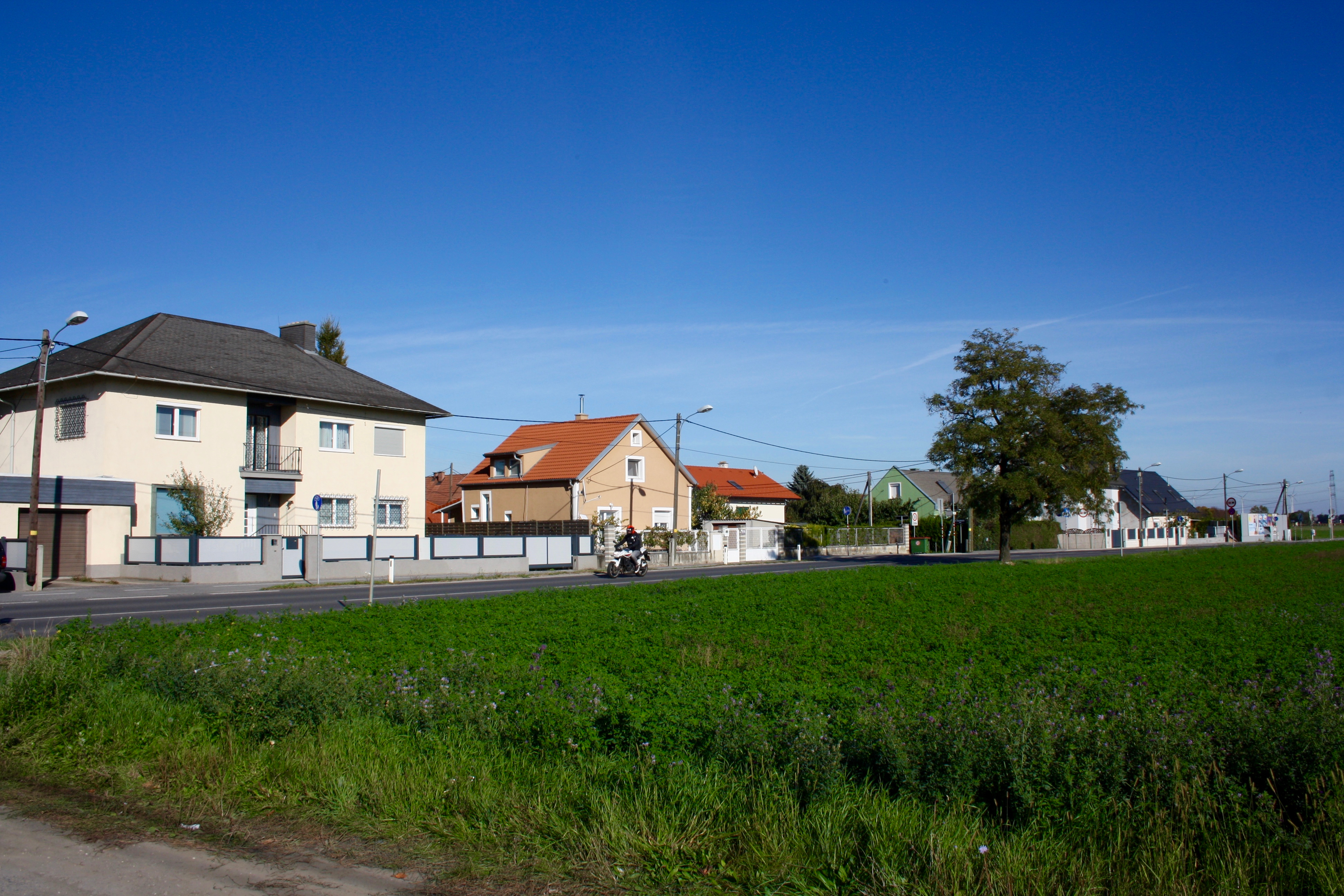
Neuessling, Anblick vom Süden

Der zum Zählgebiet namensgleiche Siedlungsraum ist zentral in diesem gelegen und mit der Breitenleer Straße als hochrangigster Straße ans Straßennetz angehängt. Die Haltestelle Neueßling (noch mit ß geschrieben) bildet die Endstation der vom Kagraner Platz kommenden Buslinie 24A, wird aber auch von der Buslinie 89A angefahren, welche zusätzlich noch bei der Haltestelle Thujagasse hält.

### Schöpfleithnersiedlung

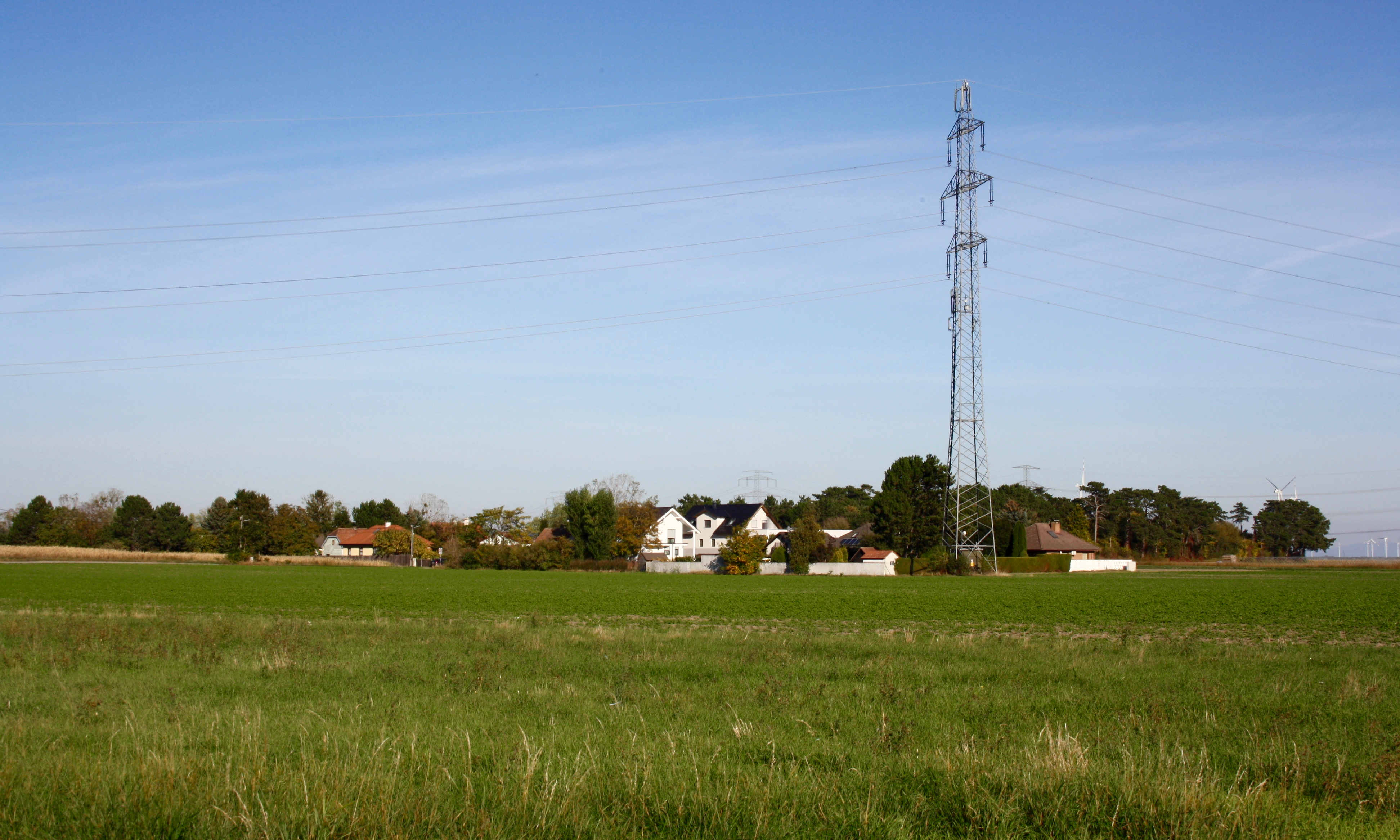
Schöpfleithnersiedlung, Anblick vom Südwesten

Die Schöpfleithnersiedlung, auch Waldsiedlung genannt, bildet den kleinsten der fünf im Zählgebiet Neuessling gelegenen Siedlungsraum und umfasst nur den Straßenzug Zypressenweg. Er ist über die Speierlinggasse und die Thujagasse erreichbar. Öffentliche Verkehrsmittel halten innerhalb des Siedlungsgebiets nicht, Haltestellen der Buslinien 24A und 89A sind aber in wenigen Gehminuten erreichbar.

### Siedlung Pony-See

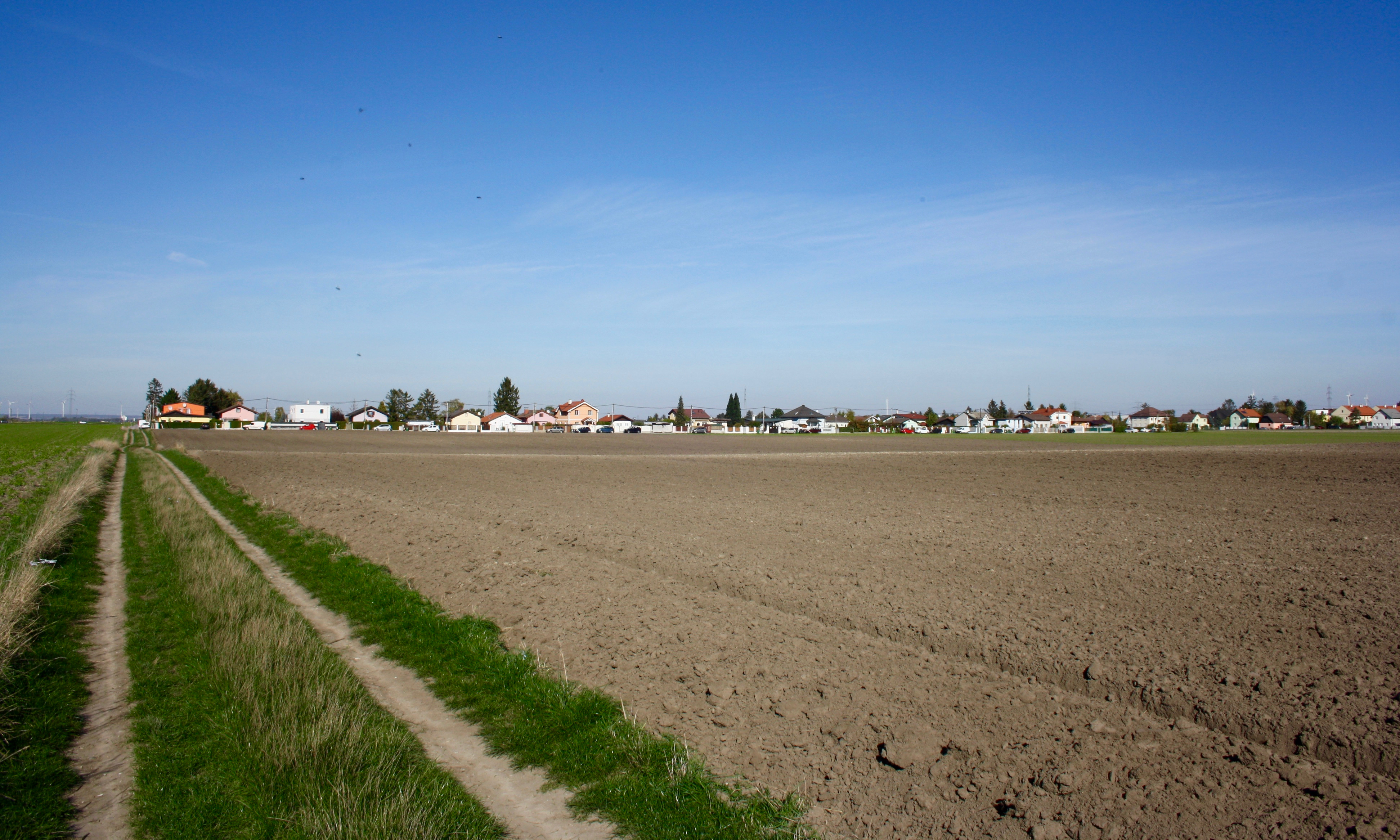
Siedlung Pony-See, Anblick vom Süden

Die Siedlung Pony-See liegt westlich von Neuessling am künstlich angelegten Ponysee (auch Ponyteich genannt). Der Eingang des fast rechteckigen Gebiets liegt an der Breitenleer Straße.  Durch die Haltestelle Agrarweg der Buslinie 24A wird sie an die öffentlichen Verkehrsmittel angebunden.

### Teufelsfeldsiedlung

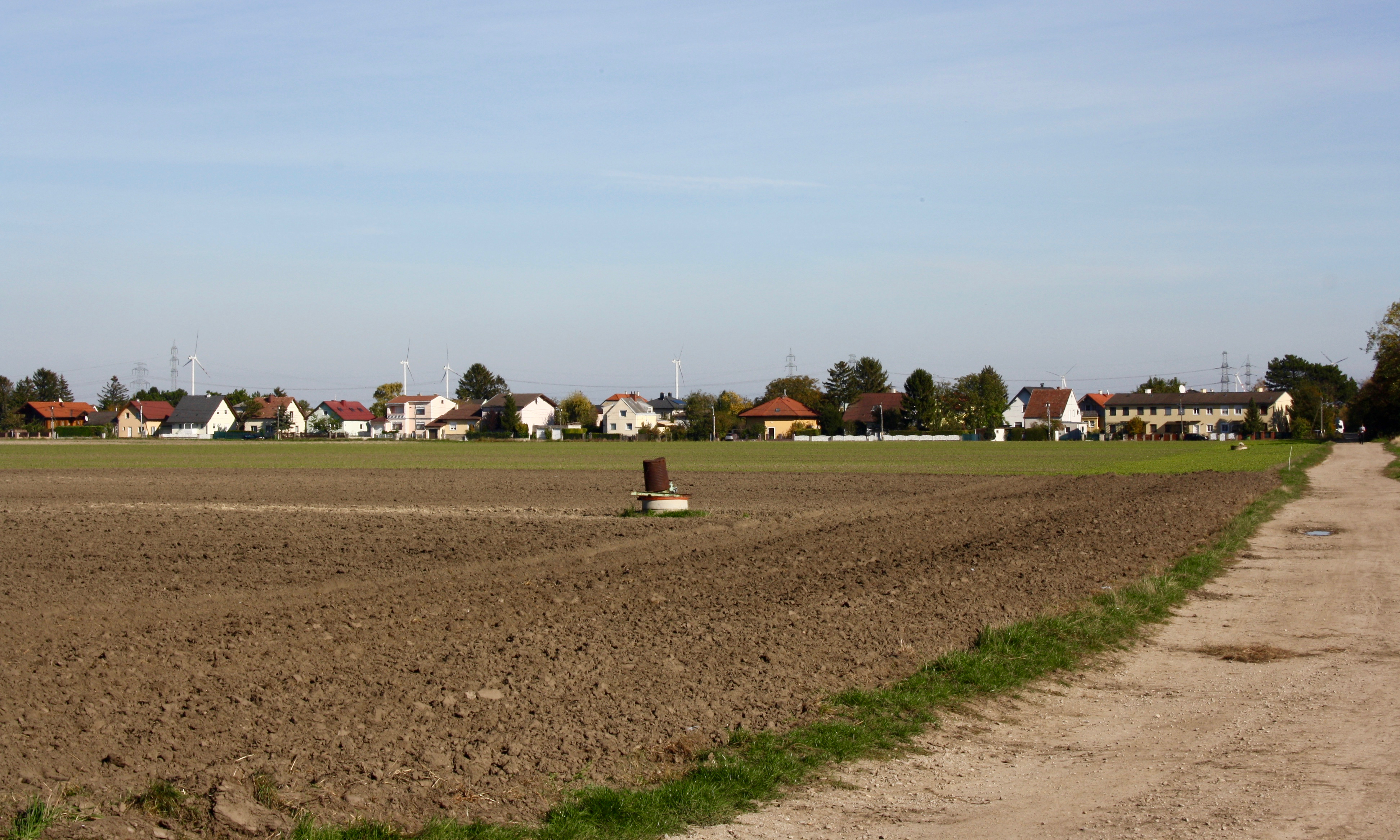
Teufelsfeldsiedlung, Anblick vom Westen

Die Teufelsfeldsiedlung grenzt unmittelbar an Neuessling und ist im Norden durch die Breitenleer Straße, im Osten durch den Telefonweg, im Süden durch den Asparagusweg und im Westen durch den Pfingstrosenweg eingegrenzt. Die Buslinie 89A bedient folgende Haltestellen (von Nord nach Süd): Algenweg (nur in Richtung Aspern Nord), Huflattichweg, Daphneweg  und Asparagusweg.